# تاسمرت
تاسمرت (به عربی: تاسمرت) یک شهرداری در الجزایر است که در استان برج بوعریریج واقع شده‌است. تاسمرت ۵٬۲۶۹ نفر جمعیت دارد.